# Börcs
Börcs is een plaats (község) en gemeente in het Hongaarse comitaat Győr-Moson-Sopron. Börcs telt 1035 inwoners (2001).